# Chivatá

Localização de Chivata no departamento de Boyacá.

Chivata é um município no departamento de Boyacá, na Colômbia.